# 華南冠網椿
華南冠網椿（学名：Stephanitis laudata）为網蝽科冠網蝽屬下的一个种。
主要分布於中國南方地區及東南亞部分地區，常見於闊葉樹植物葉背，以刺吸式口器吸取植物汁液為食，可能對農作物造成一定危害。